# Anceins
Anceins est une ancienne commune française, située dans le département de l'Orne en région Normandie, devenue le 1er janvier 2016 une commune déléguée au sein de la commune nouvelle de La Ferté-en-Ouche.
Elle est peuplée de 195 habitants.

## Géographie
La commune est en pays d'Ouche.

## Toponymie
Le nom de la localité est attesté sous les formes Uncinx en 1113, Uncini vers 1130.
D'après les mentions anciennes, il ne s'agit pas d'un nom composé avec le suffixe d'origine germanique -ing-os, inconnu sous cette forme en Normandie. Par contre, on peut le rapprocher d'Ancinnes dans la Sarthe dont les formes anciennes sont les mêmes (De Uncinis XIIe siècle).
L'origine et le sens de ce toponyme sont obscurs.

## Histoire
- Fabrique de pointes et d'épingles.

Le 1er janvier 2016, Anceins intègre avec neuf autres communes la commune de La Ferté-en-Ouche créée sous le régime juridique des communes nouvelles instauré par la loi no 2010-1563 du 16 décembre 2010 de réforme des collectivités territoriales. Les communes d'Anceins, Bocquencé, Couvains, La Ferté-Frênel, Gauville, Glos-la-Ferrière, Heugon, Monnai, Saint-Nicolas-des-Laitiers et Villers-en-Ouche deviennent des communes déléguées et La Ferté-Frênel est le chef-lieu de la commune nouvelle.

## Politique et administration
| Période                                  | Période       | Identité             | Étiquette | Qualité     |
| ---------------------------------------- | ------------- | -------------------- | --------- | ----------- |
| ?                                        | mars 2001     | Jean-Claude Vandamme |           |             |
| mars 2001                                | décembre 2015 | François Brizard     | SE        | Agriculteur |
| Les données manquantes sont à compléter. |               |                      |           |             |

## Démographie
En 2021, la commune comptait 195 habitants. Depuis 2004, les enquêtes de recensement dans les communes de moins de 10 000 habitants ont lieu tous les cinq ans (en 2005, 2010, 2015, etc. pour Anceins) et les chiffres de population municipale légale des autres années sont des estimations.
Au premier recensement républicain, en 1793, Anceins comptait 600 habitants, population jamais atteinte depuis.
| 1793 | 1800 | 1806 | 1821 | 1836 | 1841 | 1846 | 1851 | 1856 |
| ---- | ---- | ---- | ---- | ---- | ---- | ---- | ---- | ---- |
| 600  | 539  | 507  | 581  | 549  | 532  | 521  | 474  | 497  |

| 1861 | 1866 | 1872 | 1876 | 1881 | 1886 | 1891 | 1896 | 1901 |
| ---- | ---- | ---- | ---- | ---- | ---- | ---- | ---- | ---- |
| 443  | 453  | 407  | 413  | 426  | 366  | 389  | 316  | 330  |

| 1906 | 1911 | 1921 | 1926 | 1931 | 1936 | 1946 | 1954 | 1962 |
| ---- | ---- | ---- | ---- | ---- | ---- | ---- | ---- | ---- |
| 352  | 348  | 343  | 309  | 271  | 252  | 295  | 273  | 254  |

| 1968 | 1975 | 1982 | 1990 | 1999 | 2005 | 2010 | 2015 | 2019 |
| ---- | ---- | ---- | ---- | ---- | ---- | ---- | ---- | ---- |
| 228  | 221  | 195  | 178  | 175  | 209  | 227  | 199  | 203  |

## Lieux et monuments
- Église Saint-Martin, ouvertures en brique.
- Pont ancien.
- Moulin d'Anceins, sur la Charentonne.

## Personnalités liées à la commune
Maurice Sachs et Violette Leduc y ont vécu pendant la Seconde Guerre mondiale.